# Подземное выщелачивание
Подзе́мное выщела́чивание (англ. in-situ recovery; наиболее часто скважное подземное выщелачивание) — физико-химический процесс добычи полезных ископаемых (металлов и их солей) методом их вымывания из породы различными растворителями, закачиваемыми в залежь через скважины.
Подземное выщелачивание является альтернативой методам открытой и подземной разработки. По сравнению с ними, подземное выщелачивание не требует большого объема выемок или непосредственного контакта рабочих с горными породами по месту их нахождения. Эффективно даже на бедных месторождениях, а также для глубокозалегающих руд.

## Описание
Процесс начинается с бурения скважин, также могут применяться взрывчатые вещества или метод гидравлического разрыва пласта для облегчения проникновения раствора в залежь. После этого в скважину через группу закачных скважин накачивается растворитель (выщелачивающий агент), где он соединяется с рудой. Смесь, содержащая растворённую руду, затем выкачивается через откачные скважины на поверхность, где подвергается экстракции.
Для водорастворимых солей (поваренная соль, хлорид калия, сульфат натрия, гидрокарбонат натрия) обычно в качестве растворителя выступает вода. При добыче меди используются кислоты, переводящие соединения меди в более растворимые формы. Для урана могут использоваться слабые растворы серной кислоты или раствор гидрокарбонатов. Для золота применяют растворы, содержащие активный хлор.

## Полезные ископаемые

### Калийные и растворимые соли
Подземное выщелачивание широко используется для извлечения залежей водорастворимых солей, таких как калийная соль (сильвин и карналлит), каменная соль (галит), хлорид натрия и сульфат натрия. Он был использован в американском штате Колорадо для извлечения нахколита (бикарбоната натрия). Подземное выщелачивание часто используется для залежей, которые слишком глубоки, или пластов, которые слишком тонки, для обычной подземной добычи. 

### Уран
Подземное выщелачивание урана быстро распространилось с 1990-х годов и в настоящее время является преобладающим методом добычи урана, на долю которого приходится 45 процентов всего урана, добытого во всем мире в 2012 году.
Растворы, используемые для растворения урановой руды, представляют собой либо кислоту (серную кислоту или реже азотную кислоту), либо карбонат (бикарбонат натрия, карбонат аммония или растворенный углекислый газ). Растворенный кислород иногда добавляют в воду для мобилизации урана. Добыча урановых руд началась в США и Советском Союзе в начале 1960-х годов. Первый урановый остров в США находился в бассейне Ширли в штате Вайоминг, который работал в 1961-1970 годах с использованием серной кислоты. Начиная с 1970 года в США, при добычу руды в промышленных масштабах, всегда пользовались карбонатными растворами.
Подземная рекуперация включает в себя извлечение урансодержащей воды (градуировка до 0,05% U3O8). Затем экстрагированный раствор урана фильтруют через шарики смолы. Через процесс ионного обмена шарики смолы притягивают уран из раствора. Загруженные ураном смолы затем транспортируются на перерабатывающий завод, где U3O8 отделяется от гранул смолы и производится желтый кек. Затем шарики смолы могут быть возвращены в ионообменную установку, где они используются повторно.
В конце 2008 года в Соединенных Штатах действовали четыре урановых рудника подземного выщелачивания, управляемые Cameco, Mestena и Uranium Resources, Inc., все они использовали бикарбонат натрия. Подземное выщелачивание производит 90% урана, добываемого в США. В 2010 году Uranium Energy Corporation начала операции по подземному выщелачиванию на своем проекте Palangana в округе Дюваль, штат Техас. В июле 2012 года Cameco отложила разработку своего проекта Kintyre из-за сложной экономики проекта, основанной на $45,00 U3O8. По состоянию на 2009 год также действовал один проект подземной рекультивации.
Значительные рудники подземного выщелачивания работают в Казахстане и Австралии. На урановом руднике Беверли в Австралии используется подземное выщелачивание. В 2010 году на долю данной технологии приходилось 41% мирового производства урана.
Примеры урановых рудников с технологией подземного выщелачивания включают:
- Урановый рудник Беверли, Южная Австралия, является действующим урановым рудником подземного выщелачивания и первым таким рудником в Австралии.
- Урановый рудник "Медовый месяц" в Южной Австралии открылся в 2011 году и является вторым урановым рудником с данной технологией в Австралии.
- В 2010 году корпорация Энергия Урана приступила к добыче урана методом подземного выщелачивания в округе Дюваль, штат Техас. Ионообменная установка в Палангане перевозит загруженные ураном шарики смолы на завод компании по переработке Хобсона, где производится желтый кек. Энергия Урана Корп имеет три дополнительных месторождения Южного Техаса, разрешенных или находящихся в разработке[8].

### Рений
При реализации технологических решений добычи урана на основе подземного выщелачивания практикуются технологии попутного извлечения рения (Руденко А.А., Трошкина И.Д., Данилейко В.В., Барабанов О.С., Вацура Ф.Я. Перспективы селективно-опережающего извлечения рения из продуктивных растворов подземного выщелачивания урановых руд месторождения Добровольное. Горные науки и технологии.    2021;6(3):158-169. https://doi.org/10.17073/2500-0632-2021-3-158-169).- https://mst.misis.ru/jour/article/view/287 (Журнал открытого доступа - Open Access, свободное использование, уровень лицензии - CC BY)).

### Медь
Медь обычно выщелачивают с помощью кислоты (серной или соляной кислоты), а затем извлекают из раствора путем экстракции растворителем, электролизом (SX-EW) или химическим осаждением.
К рудам, наиболее поддающимся выщелачиванию, относятся карбонаты меди малахит и азурит, оксидный тенорит и силикатный хризоколла. Другие медные минералы, такие как оксидный куприт и сульфидный халькоцит, могут потребовать добавления окислителей, таких как сульфат железа и кислород, в фильтрат до растворения минералов. Руды с самым высоким содержанием сульфидов, такие как борнит и халькопирит, потребуют больше окислителей и будут растворяться медленнее. Иногда окисление ускоряется бактериями Thiobacillus ferrooxidans, которые питаются сульфидными соединениями. 
Подземное выщелачивание меди часто производится очистным выщелачиванием, при котором отбитая низкосортная руда выщелачивается в текущем или бывшем обычном подземном руднике. Выщелачивание может происходить в засыпанных забоях или обрушенных участках. В 1994 году сообщалось о забойном выщелачивании меди на 16 шахтах в США.
На шахте Сан-Мануэль в американском штате Аризона подземное выщелачивание первоначально использовалось для сбора полученного раствора под землей, но в 1995 году он был преобразован в метод извлечения из скважины, который стал первым крупномасштабным внедрением этого метода. Этот метод был предложен для других месторождений меди в Аризоне.

### Золото
Подземное выщелачивание не использовалось в промышленных масштабах для добычи золота. В 1970-х годах была предпринята трехлетняя экспериментальная программа по выщелачиванию золотой руды на руднике "Аякс" в районе Криппл-Крик в США с использованием раствора хлорида и йода. После получения плохих результатов, возможно, из-за сложной теллуридной руды, испытание было остановлено.

## Экологические проблемы
По данным Всемирной ядерной организации:
В законодательстве США требуется, чтобы качество воды в пострадавшем водоносном горизонте было восстановлено таким образом, чтобы можно было использовать ее до добычи. Обычно это питьевая вода или запасная вода (обычно менее 500 ppm общего количества растворенных твердых веществ), и хотя не все химические характеристики могут быть возвращены к тем, которые были получены до добычи, вода должна быть пригодна для тех же целей, что и раньше. Часто его нужно обрабатывать обратным осмосом, что приводит к возникновению проблемы в утилизации концентрированного потока рассола из этого потока.
Обычные меры радиационной защиты применяются при добыче урана на островах, несмотря на то, что большая часть радиоактивности рудного тела остается глубоко под землей и, следовательно, наблюдается минимальное увеличение выброса радона и отсутствие рудной пыли. Сотрудники контролируются на предмет загрязнения альфа - излучением, а для измерения воздействия гамма-излучения надеваются персональные дозиметры. Проводится рутинный мониторинг загрязнения воздуха, пыли и поверхности.

Преимущества этой технологии заключаются в следующем:
- Снижение опасности для сотрудников от несчастных случаев, пыли и радиации,
- Низкая стоимость, отсутствие необходимости в больших залежах хвостов уранового завода.

После завершения операции подземного выщелачивания образующиеся шламы отходов должны быть безопасно утилизированы, а водоносный горизонт, загрязненный в результате выщелачивающей деятельности, должен быть восстановлен. Восстановление подземных вод - это очень утомительный процесс, который еще до конца не изучен.
Наилучшие результаты были получены при следующей схеме лечения, состоящей из ряда различных этапов: 
- Фаза 1: Откачка загрязненной воды: закачка выщелачивающего раствора прекращается, и загрязненная жидкость откачивается из зоны выщелачивания. Впоследствии чистые подземные воды поступают из-за пределов зоны выщелачивания.

- Фаза 2: как 1, но с обработкой перекачиваемой жидкости (обратным осмосом) и повторной закачкой в бывшую зону выщелачивания. Эта схема приводит к циркуляции жидкости.

- Фаза 3: как 2, с добавлением восстановительного химического вещества (например, сероводорода (H2S) или сульфида натрия (Na2S). Это вызывает химическое осаждение и, таким образом, иммобилизацию основных загрязняющих веществ.

- Фаза 4: Циркуляция жидкости путем перекачки и повторного впрыска для получения однородных условий во всей бывшей зоне выщелачивания.

Но даже при такой схеме лечения различные проблемы остаются нерешенными:
- Загрязняющие вещества, подвижные в условиях химического восстановления, такие как радий, не поддаются контролю.

- Если впоследствии по каким-либо причинам нарушаются условия химического восстановления, осажденные загрязняющие вещества вновь мобилизуются.

- Процесс восстановления занимает очень много времени, не все параметры могут быть снижены соответствующим образом.

Большинство описанных восстановительных экспериментов относятся к схеме щелочного выщелачивания, поскольку эта схема является единственной, используемой в коммерческих операциях западного мира на месте. Поэтому практически не существует опыта восстановления подземных вод после кислотного подземного выщелачивания, схема которого применялась в большинстве случаев в Восточной Европе. Единственным западным участком выщелачивания на месте, восстановленным после сернокислотного выщелачивания до сих пор, является небольшая экспериментальная установка Nine Mile Lake близ Каспера, штат Вайоминг (США). Поэтому результаты не могут быть просто перенесены на производственные объекты. Примененная схема восстановления включала в себя первые два этапа, упомянутые выше. Оказалось, что объем воды более чем в 20 раз превышает объем пор зоны выщелачивания, и все же некоторые параметры не достигли фоновых уровней. Причем восстановление требовало примерно столько же времени, сколько использовалось на период выщелачивания. 
В США участки островов Пауни, Лампрехт и Замзов в Техасе были восстановлены с использованием этапов 1 и 2 вышеперечисленной схемы регенерации. На этих и других участках были установлены смягченные стандарты восстановления подземных вод, поскольку критерии восстановления не могли быть выполнены.
Исследование, опубликованное Геологической службой США в 2009 году, показало, что "На сегодняшний день ни одна рекультивация операции подземного выщелачивания в Соединенных Штатах не привела к успешному возвращению водоносного горизонта к исходным условиям".
Базовые условия включают в товарных количествах радиоактивных закиси-окиси урана U3O8. Эффективность выщелачивания закиси-окиси урана U3O8 уменьшает значения водоносного горизонта. Выступая на семинаре EPA Region 8 29 сентября 2010 года, Ардит Симмонс, доктор философии, Лос-Аламосская национальная лаборатория (Лос-Аламос, Нью-Йорк) на тему "Установление исходных условий и сравнение с восстановительными значениями на объектах добычи урана методом подземного выщелачивания" заявил: "Эти результаты указывают на то, что операции по подземному выщелачиванию могут быть нереалистичными для восстановления водоносных горизонтов до среднего значения, поскольку в некоторых случаях это означает, что в них должно присутствовать меньше урана, чем было до добычи. Стремление к более консервативным концентрациям приводит к значительному потреблению воды, и многие из этих водоносных горизонтов не были пригодны для питьевой воды до начала добычи полезных ископаемых". 
АООС рассматривает вопрос о необходимости обновления стандартов охраны окружающей среды при добыче урана, поскольку действующие правила, принятые в ответ на Закон о радиационном контроле хвостов урановых заводов 1978 года, не затрагивают относительно недавнего процесса выщелачивания урана из подземных рудных тел. В письме EPA от февраля 2012 года говорится: "Поскольку процесс подземного выщелачивания влияет на качество подземных вод, Управление по радиации и внутреннему воздуху EPA запросило консультации у Научно-консультативного совета (SAB) по вопросам, связанным с проектированием и внедрением мониторинга подземных вод на объектах добычи."
САБ дает рекомендации относительно мониторинга для характеристики базового качества подземных вод до начала горных работ, мониторинга для выявления любых отклонений фильтрата во время горных работ и мониторинга для определения того, когда качество подземных вод стабилизировалось после завершения горных работ. САБ также рассматривает преимущества и недостатки альтернативных статистических методов для определения того, вернулось ли послеоперационное качество подземных вод к почти добывающим условиям и можно ли предсказать, что эксплуатация шахты не окажет отрицательного влияния на качество подземных вод после принятия решения о закрытии участка. 